# نجم طلایی پیازچه‌دار

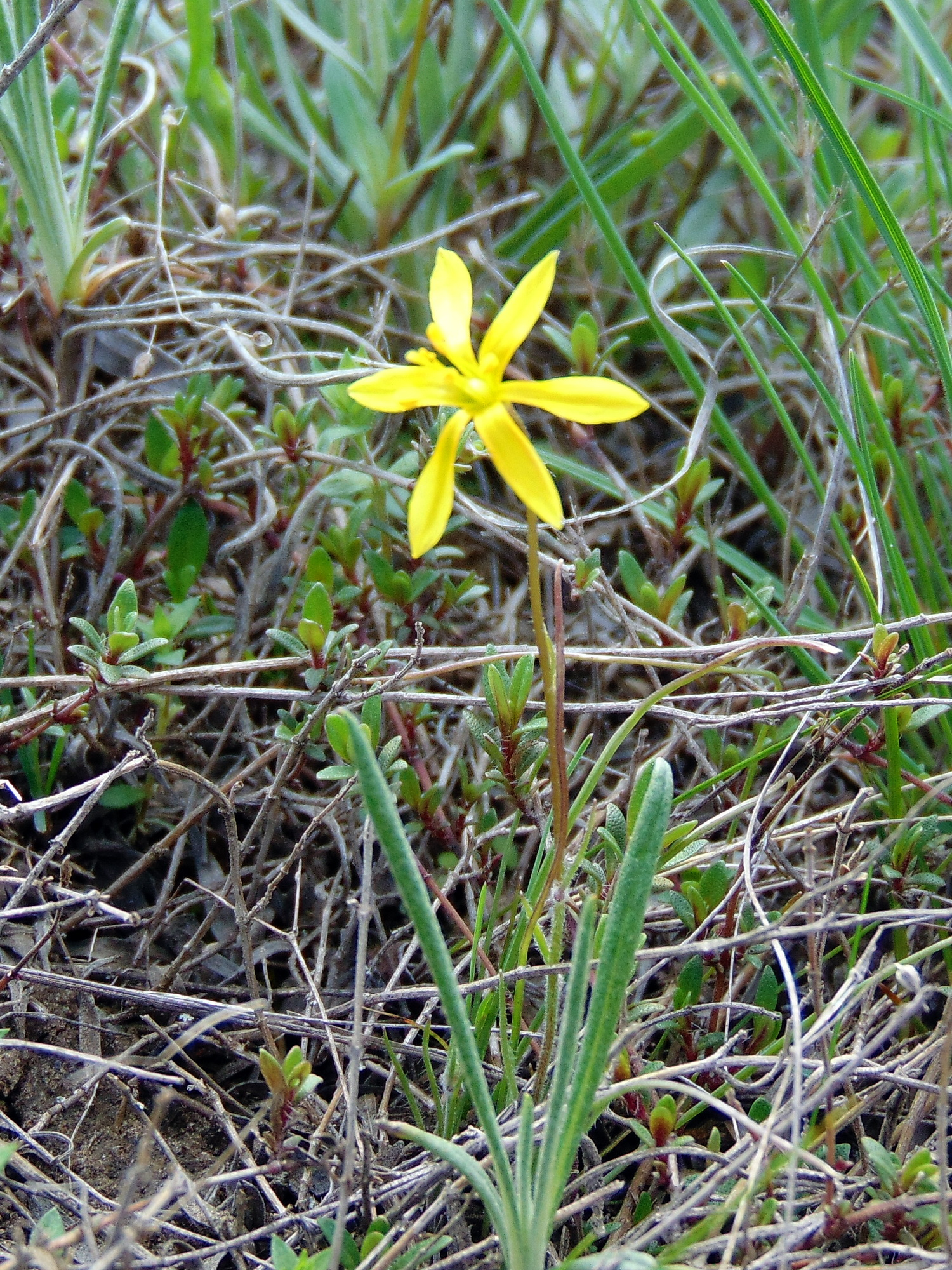
Gagea bulbifera یک گونه نادر از گیاهان است که در فهرست قرمز منطقه Zaporizhzhia قرار دارد.

نجم طلایی پیازچه‌دار (نام علمی: Gagea bulbifera) نام یک گونه از سرده نجم طلایی است.